# Calgary Boomers
Los Calgary Boomers fueron un equipo de fútbol de Canadá que jugaron en la NASL, la desaparecida liga de fútbol más importante de los Estados Unidos.

## Historia
Fue fundado en el año 1981 en la ciudad de Calgary, Alberta cuando en empresario Nelson Skalbania trasladó la franquicia del Memphis Rogues a la ciudad. Su temporada inaugural tuvo como entrenador al canadiense David Davies, en la cual clasificaron los playoffs, en los cuales los eliminó Fort Lauderdale en la primera ronda.
Al final de cuentas, el club desapareció al finalizar la temporada por problemas financieros para mantener un equipo en la NASL y por el poco apoyo al fútbol en la ciudad, en la cual le daban un mayor apoyo al Calgary Flames de la NHL.

## Temporadas
| Año     | Liga        | G  | P  | Pts | Temporada Regular  | Playoffs                   |
| ------- | ----------- | -- | -- | --- | ------------------ | -------------------------- |
| 1980/81 | NASL Indoor | 10 | 8  | —   | 3º, División Norte | No clasificó               |
| 1981    | NASL        | 17 | 15 | 151 | 2º, División Norte | 1.ª Ronda (Ft. Lauderdale) |

## Entrenadores
- David Davies (1980)